# 다와라야 소타쓰
다와라야 소타쓰(일본어: 俵屋 宗達, 1570년경~1640년경)은 일본의 가구 제작가이자 화가로, 림파(琳派)에 속한다. 그의 동료 서예가 혼아미 고에쓰와의 합작으로 유명하다. 현재 일본의 국보로 등록된 풍신뇌신도, 겐지모노가타리의 한 장면을 묘사한 세키야 미오츠쿠시도병풍를 비롯해 여러 편의 병풍을 남겼다. 또한 첫 번째 층이 마르기 전에 두 번째 층의 물감을 바르는 소위 타라시코미 기법을 처음 대중화했다.
그는 고에쓰와 함께 일본화파인 림파를 공동 설립한 공로도 인정받는다. 림파는 엄밀히 말하면 어떤 추상적인 학파보다도 소타쓰와 고에쓰의 직접적인 영향을 받은 예술가 집단이었다. 대표적인 림파 화가로는 오가타 고린(1658년-1716년), 오가타 겐잔(1663년-1743년), 사카이 호이쓰(1761년-1828년) 등이 있다.

## 생애
소타쓰가 태어난 정확한 연대는 1570년 즈음으로 추정될 뿐 정확히 알려져있지 않은데, 심지어 출생지조차 제대로 알려져 있지 않다. 화가 다니 분초(1763년 ~ 1841년)는 소타쓰가 노토국 출신이며 교토에서 조키 스미요시 밑에서 그림을 배웠다고 기록했다. 노노무라가 그의 본래 성이었다고 추정하는 견해도 있다.
1602년에는 다이라 가문에 고용되어 미야지마정에 12세기경에 지어진 이쓰쿠시마 신사의 불교 경전인 헤이케 노쿄를 복원하는데 참여했다. 이 경전은 여러 삽화가 그려져 있어 소타쓰는 그림을 그리는 역할을 맡은 것으로 본다. 이는 소타쓰의 작품으로 알려진 최초의 작품이지만, 이미 후기 작품의 특징을 보여주고 있다. 고에쓰 역시 이 두루마리를 수리하는 일에 참여했을 것으로 추측된다.
호나미 고에쓰(1558-1637)와의 첫 번째 합작은 1606년 스미노쿠라 소안(1571-1632)이 일본의 고전 서적과 노의 고급 각본집을 출판하기 시작한 프로젝트인 사가본에서 시작되었다. 소타쓰는 연작에 들어가는 여러 책의 표지와 도안을 제작하였고, 고에쓰는 일부 문헌의 서예에 참여하였다. 사가본이라는 이름은 이 책이 제작된 교토 교외의 이름에서 유래했다.
소타쓰는 고에쓰의 사촌과 결혼했다. 소타쓰 부부는 교토에서 다와라야라는 가게를 열었는데, 그곳에서 부채, 등갓, 병풍, 인형, 기모노 옷감 등 다양한 물품을 팔았다. 집의 인테리어를 직접 해주며 수수료를 받기도 했다. 그 가게는 곧 예술적인 우수성을 인정받아 명성을 얻게 된다.우수성으로 인정받았다.
소타쓰와 고에쓰의 협업은 1620년경을 마지막으로 더 이어지지 못한다. 이즈음 소타쓰는 장식, 가구 제작 등의 일을 벗어나 화가로서의 경력에 더 집중하기 시작했기 때문인 것으로 추측된다. 1621년에 도쿠가와 히데타다의 아내에 의해 재건된 요겐인 사찰의 문과 병풍을 제작했고, 1630년에는 불교 예술가들에게 수여되는 3등 서보장인 '호쿄'라는 칭호를 받았다.
소타쓰의 사망에 대한 기록은 전해지지 않지만 1640년경에 사망한 것으로 추정된다.

## 작품
소타쓰가 은과 금을 이용해 그리고, 혼아미 코에츠가 글을 쓴 학도하회화가권(鶴圖下繪和歌卷)이 전해진다. 이 작품에 올라간 코에츠의 글은 그의 초기작 중 하나이며, 또한 소타쓰의 최고작중 하나로 인정된다. 1602년에서 1620년 사이에 제작된 것으로 추정되며, 이 시기에 소타쓰와 고에쓰의 협업이 이루어진 것으로 본다.

두루마리의 본문은 36가선을 적은 것이다. 그림은 무리를 지어 서 있거나 날아다니는 두루미를 그려냈다.

학도하회화가권
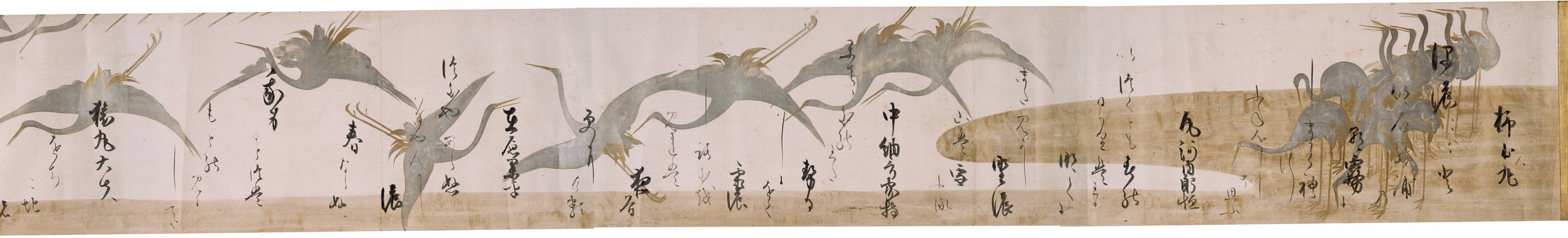
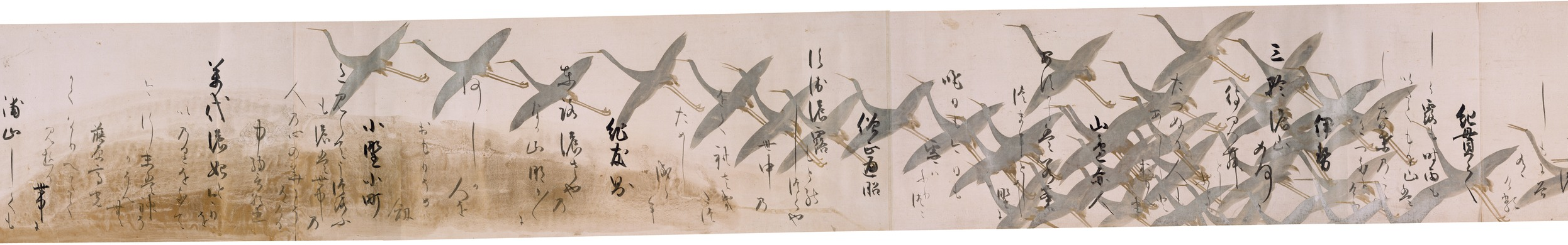

높이 34.1 cm, 가로 1356 cm로 교토 국립박물관 소장품이다. 일본의 중요문화재로 등록되어 있다.

풍신뇌신도(風神雷神圖) 역시 유명하다. 풍신뇌신도는 두첩의 병풍도로, 금박지에 먹을 이용해 그려냈다. 일본의 뇌신인 라이진과 일본의 풍신인 후진을 그렸다. 서명은 없지만 이 작품이 타와라야 소소타쓰의 작품이라는 것에는 이견이 없다.

풍신뇌신도
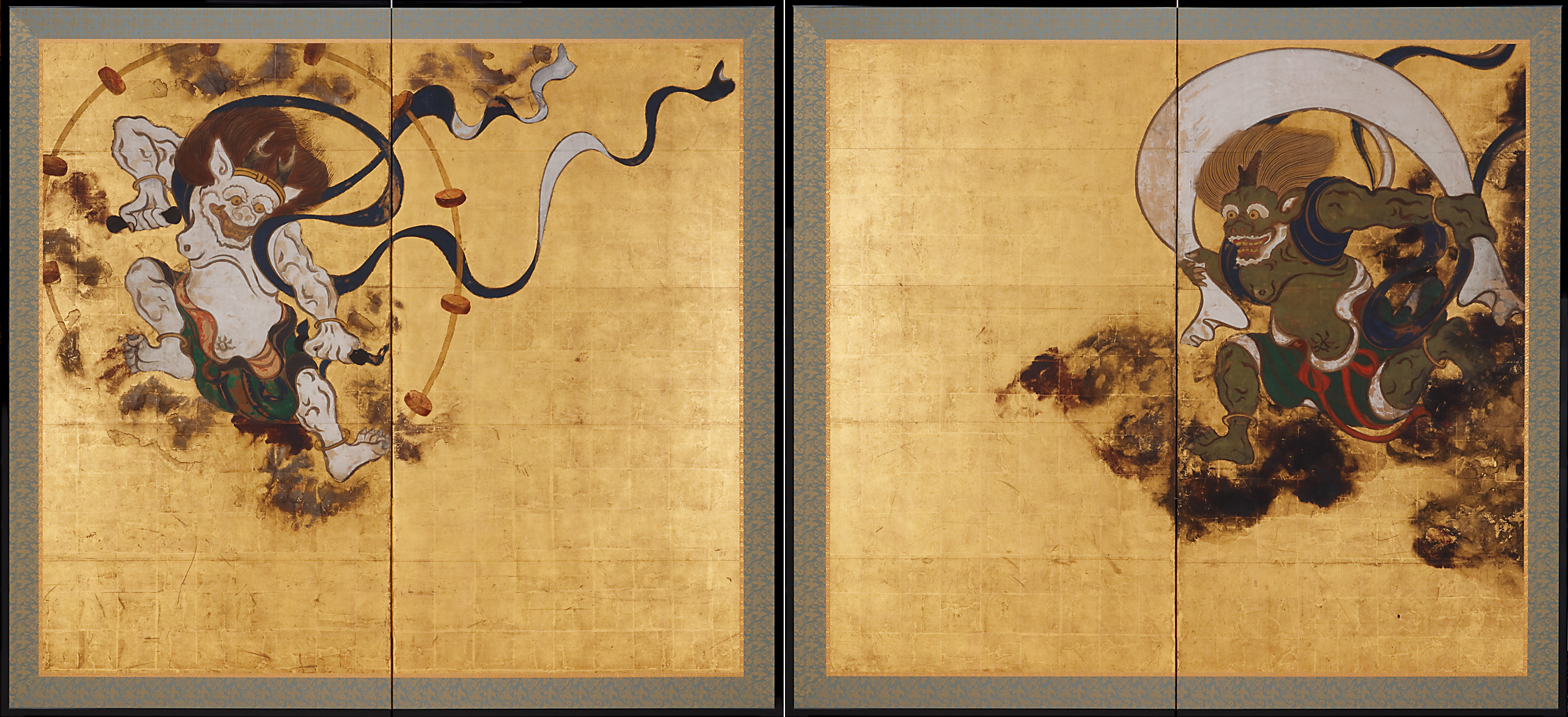
풍신인 후진(우측)과 뇌신인 라이진(좌측)

높이 169.8 cm, 폭 154.5 cm이다. 교토의 겐닌지 소장품이다. 일본의 국보로 등록되어 있다.